# Depresja (singel)
Depresja – piąty singiel Urszuli promujący jej album Supernova.

## Lista utworów
- "Depresja" (2:56)

## Twórcy
- Urszula – śpiew
- Stanisław Zybowski – gitara
- Wojciech Kuzyk – gitara basowa
- Sławomir Piwowar – instrumenty klawiszowe
- Robert Szymański – perkusja
- Robert Majewski – trąbka
- Jerzy Suchocki – loopy

- Produkcja – Stanisław Zybowski
- Realizacja nagrań – Rafał Paczkowski
- Mastering – Grzegorz Piwkowski
- Management – Julita Janicka Impres JOT
- Foto – Andrzej Georgiew
- Projekt graficzny – Grzegorz Morawski
- Nagrań dokonano w Studio Buffo sierpień/wrzesień 1998
- Organizacja koncertów – Krzysztof Kieliszkiewicz

## Listy przebojów
| Notowania                          | pozycja |
| ---------------------------------- | ------- |
| Lista przebojów Programu Trzeciego | 37      |